# فرودگاه وست باترکریک
فرودگاه وست باترکریک (به انگلیسی: West Buttercreek Airport)  یک فرودگاه خصوصی   است که یک باند فرود آسفالت دارد و طول باند آن ۷۸۰ متر است. این فرودگاه در  کشور ایالات متحده آمریکا قرار دارد و در ارتفاع ۲۷۹ متری از سطح دریا واقع شده است.